# Е
Е je cirilska črka, ki se je razvila iz grške črke Ε. Izgovarja se kot e, v nekaterih jezikih pa tudi kot je in se tako (e, je) tudi prečrkuje v latinico.
Tradicionalno ime te črke je jest (есть, ѥстъ), v novejšem času pa se bolj uporablja kratko ime e ali je.
| tiskano | pisano |
| ------- | ------ |
| Е е     | Е е    |

## Sorodne črke
Črki Е so sorodne cirilske črke Ё, Э in Є.
- Črka Ё (Е s preglasom) se v ruščini in beloruščini izgovarja kot jo oziroma 'o (črtica označuje mehčanje predstoječega soglasnika). Piki, ki označujeta preglas, se (zlasti v ruščini) lahko tudi izpušča, kar laiku otežkoža pravilno branje.

- Črka Э (obrnjeni Е) se v ruščini in beloruščini izgovarja kot e, običajna črka Е pa se izgovarja kot je oziroma 'e (tj. z mehčanjem predstoječega soglasnika). Črka v ruščini večinoma nastopa na začetku besed in večinoma v tujkah. Na primer: эму (emu), это (to), Аэрофлот (Aeroflot), Буэнос-Айрес (Buenos Aires), алоэ (aloja) ipd.

- Črka Є se v ukrajinščini in medslovanščini izgovarja kot je oziroma 'e (tj. z mehčanjem predstoječega soglasnika), običajna črka Е pa se izgovarja kot e.